# Maureen Jelagat
Maureen Jelagat Maiyo (née le 8 mai 1985 à Kapsowar) est une athlète kényane, spécialiste du 400 mètres haies.

## Biographie
Elle remporte la médaille d'argent du 400 m haies lors des Championnats d'Afrique 2010 et 2016.

## Palmarès
| Date | Compétition            | Lieu       | Résultat | Épreuve     | Temps         |
| ---- | ---------------------- | ---------- | -------- | ----------- | ------------- |
| 2010 | Championnats d'Afrique | Nairobi    | 3e       | 400 m haies | 56 s 74       |
| 2010 | Championnats d'Afrique | Nairobi    | 2e       | 4 × 400 m   | 3 min 35 s 12 |
| 2011 | Jeux africains         | Maputo     | 4e       | 400 m haies | 57 s 49       |
| 2012 | Championnats d'Afrique | Porto Novo | 6e       | 400 m haies | 56 s 79       |
| 2012 | Championnats d'Afrique | Porto Novo | 6e       | 4 × 400 m   | 3 min 35 s 06 |
| 2014 | Championnats d'Afrique | Marrakech  | 5e       | 400 m       | 52 s 96       |
| 2014 | Championnats d'Afrique | Marrakech  | 2e       | 4 × 400 m   | 3 min 32 s 26 |
| 2016 | Championnats d'Afrique | Durban     | 2e       | 400 m haies | 56 s 12       |
| 2016 | Championnats d'Afrique | Durban     | 3e       | 4 × 400 m   | 3 min 30 s 21 |